# فرانشيسكو موسوني
فرانشيسكو موسوني هو سياسي من سان مارينو، شغل منصب الحاكم مع ستيفانو بالميري للفترة 1 أكتوبر 2009 - 1 أبريل 2010 وكذلك للفترة 1 أكتوبر 2021 - 1 أبريل 2022 مع جاكومو سيمونشيني.